# Divizia B 1956
Divizia B 1956 a fost al 17-lea sezon al celui de-al doilea nivel al sistemului de ligi ale fotbalului românesc.

## Formatul
Formatul a fost schimbat din nou la două serii, una dintre ele având 13 echipe, iar cealaltă 14. La sfârșitul sezonului, câștigătorii seriei au promovat în Divizia A, ultimele două locuri din fiecare serie retrogradată în Divizia C. Acesta a fost al șaptelea și ultimul sezon jucat în sistemul primăvară-toamnă, sistem impus de noua conducere a țării care avea legături strânse cu Uniunea Sovietică.

## Schimbări de echipe
| În Divizia B Promovate din District — Retrogradate din Divizia A Locomotiva Târgu Mureș Locomotiva Constanța Avântul Reghin | Din Divizia B Retrogradate în Divizia C Flamura Roșie Sfântu Gheorghe Flamura Roșie Cluj Flamura Roșie Buhuși Locomotiva Craiova Metalul Baia Mare Avântul Fălticeni Știința Craiova Metalul Oradea Dinamo Galați Metalul București Metalul 108 Cugir Locomotiva Galați Metalul Arad Promovate în Divizia A Locomotiva GR București Progresul Oradea Dinamo Bacău |

### Echipe redenumite
Flacăra 1 Mai Ploiești a fost redenumită Energia 1 Mai Ploiești.
Flacăra Câmpina a fost redenumită Energia Câmpina.
Flacăra Mediaș a fost redenumită Energia Mediaș.
Locomotiva Târgu Mureș a fost redenumită Recolta Târgu Mureș.
Metalul Câmpia Turzii a fost redenumit Energia Câmpia Turzii.
Metalul Hunedoara a fost redenumit Energia Hunedoara.

## Clasamentele ligii

### Seria I
| Loc | Echipa                       | MJ | V  | E | Î  | GM | GP | DG  | Pct | Promovare sau retrogradare |
| --- | ---------------------------- | -- | -- | - | -- | -- | -- | --- | --- | -------------------------- |
| 1   | Recolta Târgu Mureș (C, P)   | 24 | 14 | 5 | 5  | 55 | 20 | +35 | 33  | Promovare în Divizia A     |
| 2   | Energia Hunedoara            | 24 | 11 | 9 | 4  | 49 | 24 | +25 | 31  |                            |
| 3   | Energia Câmpia Turzii        | 24 | 10 | 6 | 8  | 27 | 26 | +1  | 26  |                            |
| 4   | Energia Mediaș               | 24 | 11 | 3 | 10 | 34 | 34 | 0   | 25  |                            |
| 5   | Locomotiva Arad              | 24 | 10 | 5 | 9  | 37 | 42 | −5  | 25  |                            |
| 6   | Progresul Sibiu              | 24 | 10 | 4 | 10 | 31 | 36 | −5  | 24  |                            |
| 7   | Metalul Tractorul            | 24 | 9  | 4 | 11 | 32 | 31 | +1  | 22  |                            |
| 8   | Metalul Reșița               | 24 | 9  | 4 | 11 | 40 | 40 | 0   | 22  |                            |
| 9   | Minerul Lupeni               | 24 | 10 | 1 | 13 | 26 | 34 | −8  | 21  |                            |
| 10  | Locomotiva Cluj              | 24 | 9  | 3 | 12 | 30 | 41 | −11 | 21  |                            |
| 11  | Avântul Reghin               | 24 | 8  | 5 | 11 | 43 | 60 | −17 | 21  |                            |
| 12  | Progresul Satu Mare (R)      | 24 | 7  | 7 | 10 | 36 | 52 | −16 | 21  | Retrogradare în Divizia C  |
| 13  | Locomotiva Turnu Severin (R) | 24 | 7  | 6 | 11 | 34 | 34 | 0   | 20  | Retrogradare în Divizia C  |

### Serie II
| Loc | Echipa                      | MJ | V  | E  | Î  | GM | GP | DG  | Pct | Promovare sau retrogradare |
| --- | --------------------------- | -- | -- | -- | -- | -- | -- | --- | --- | -------------------------- |
| 1   | Metalul Steagul Roșu (C, P) | 26 | 21 | 3  | 2  | 78 | 15 | +63 | 45  | Promovare în Divizia A     |
| 2   | Progresul CPCS București    | 26 | 14 | 4  | 8  | 61 | 37 | +24 | 32  |                            |
| 3   | Energia 1 Mai Ploiești      | 26 | 12 | 7  | 7  | 45 | 28 | +17 | 31  |                            |
| 4   | Dinamo 6 București          | 26 | 13 | 5  | 8  | 39 | 33 | +6  | 31  |                            |
| 5   | Flacăra Moreni              | 26 | 9  | 11 | 6  | 42 | 34 | +8  | 29  |                            |
| 6   | Locomotiva Constanța        | 26 | 11 | 6  | 9  | 53 | 44 | +9  | 28  |                            |
| 7   | Energia Câmpina             | 26 | 7  | 9  | 10 | 38 | 45 | −7  | 23  |                            |
| 8   | Știința București           | 26 | 8  | 7  | 11 | 34 | 43 | −9  | 23  |                            |
| 9   | Progresul Focșani           | 26 | 7  | 9  | 10 | 35 | 48 | −13 | 23  |                            |
| 10  | Dinamo Bârlad               | 26 | 9  | 5  | 12 | 37 | 53 | −16 | 23  |                            |
| 11  | Știința Iași                | 26 | 4  | 13 | 9  | 25 | 30 | −5  | 21  |                            |
| 12  | Flamura Roșie Burdujeni     | 26 | 7  | 6  | 13 | 41 | 57 | −16 | 20  |                            |
| 13  | Locomotiva Iași (R)         | 26 | 6  | 8  | 12 | 20 | 39 | −19 | 20  | Retrogradare în Divizia C  |
| 14  | Flamura Roșie Bacău (R)     | 26 | 4  | 7  | 15 | 29 | 71 | −42 | 15  | Retrogradare în Divizia C  |